# Sonia Kälin
Sonia Kälin (* 9. März 1985 in Egg, Gemeinde Einsiedeln) ist eine ehemalige Schweizer Schwingerin.

## Werdegang, Wirken
Kälin ist auf einem Bauernhof in einer Schwingerfamilie am Etzel aufgewachsen, zusammen mit vier Geschwistern. Ihr Vater Benedikt war auch ein erfolgreicher Schwinger, ebenso zwei Brüder ihrer Mutter.
Sie ist vierfache Schwingerkönigin: 2012, 2015, 2016 und 2017. Verletzungsbedingt kündigte sie Anfang 2019 überraschend ihren Rücktritt an. Kälin arbeitet als Sekundarlehrerin. Seit September 2018 ist sie mit Stefan Halter verheiratet und ist Mutter zweier Töchter (* 2021, 2023).
Seit Juli 2019 ist sie die erste Schiedsrichterin in der Sendung Donnschtig-Jass bei SRF.

## Ehrungen
2015 wurde sie im Kanton Schwyz zur Sportlerin des Jahres gewählt.